# Praomys rostratus
Praomys rostratus é uma espécie de roedor da família Muridae.
Pode ser encontrada nos seguintes países: Costa do Marfim, Gana, Guiné e Libéria.
Os seus habitats naturais são: florestas subtropicais ou tropicais húmidas de baixa altitude e regiões subtropicais ou tropicais húmidas de alta altitude.